# Bianchi Anderloni
Carlo Felice Bianchi Anderloni (7. dubna 1916 – 7. srpna 2003), známý také jako CiCi, byl italský automobilový designér a podnikatel.

## Život
Ve třicátých letech 20. století začal pracovat ve firmě svého otce, Felice Bianchi Anderloniho († 1949), Carrozzeria Touring v Miláně. Po jeho smrti převzal vedení společnosti. Firmu proslavily zejména exkluzivní vozy série Touring Superleggera stavěné na podvozcích vozů Alfa Romeo, Lancia, Ferrari, Maserati a Aston Martin. V období od 30. do 60. let patřila mezi nejznámější italské karosářské firmy. Slavnými typy byly například:
- Alfa Romeo Coupé Villa d'Este
- Ferrari 360 Barchetta
- Aston Martin DB4 a DB5
- Alfa Romeo 2000 Touring Spider

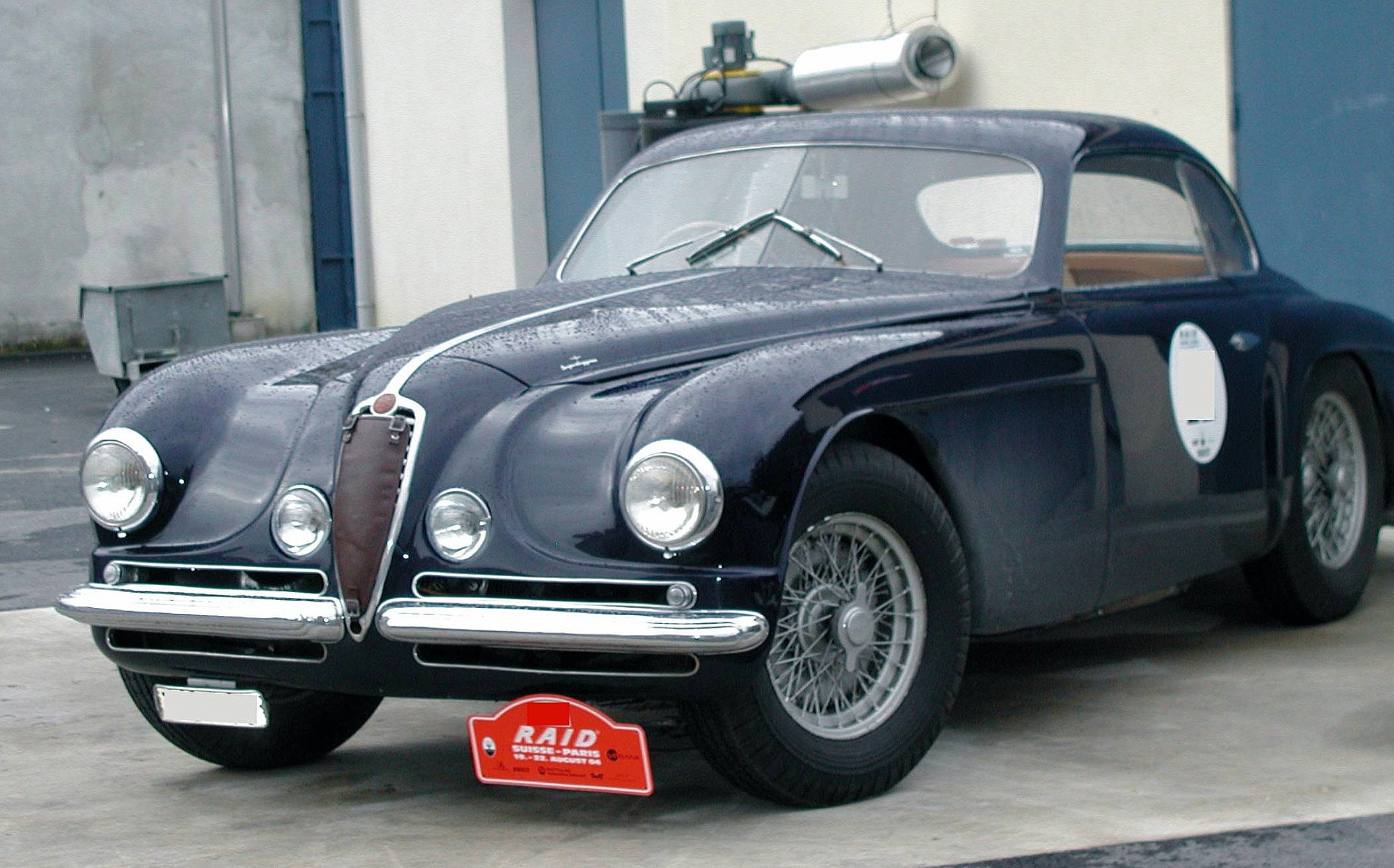
Alfa Romeo Coupé Villa d'Este 1949/50

Koncem 60. let však pro nedostatek zakázek firma skončila. Poté Anderloni pracoval jako poradce v oblasti designu ve firmě Alfa Romeo.
Mnoho let byl předsedou poroty na Concorso d'Eleganza Villa d'Este, známé evropské přehlídce klasických vozů kategorie Oldtimer. Na jeho počest je na této soutěži od roku 2004 udělována zvláštní cena nesoucí jeho jméno.